# Dehesa de Montejo
Dehesa de Montejo ist ein Ort und eine Gemeinde (municipio) mit 135 Einwohnern (Stand: 2024) in der ehemals bedeutenden Landschaft La Ojeda im Norden der Provinz Palencia in der Autonomen Gemeinschaft Kastilien-León im Norden Spaniens. Zur im Naturpark Fuentes Carrionas und Fuente Cobre-Montaña de Palencia liegenden Gemeinde gehören auch die drei Weiler (pedanías) Colmenares de Ojeda, La Estación und Vado.

## Lage und Klima
Die Gemeinde Dehesa de Montejo liegt etwa 20 km (Luftlinie) südöstlich des ca. 2500 m hohen Bergstocks der Fuentes Carrionas in einer Höhe von ca. 990 bis 1090 m. Die Provinzhauptstadt Palencia befindet sich ungefähr 105 km (Fahrtstrecke) südlich; die Kleinstadt Cervera de Pisuerga liegt nur etwa 6 km nördlich. Aufgrund der Höhenlage ist das Klima gemäßigt, was im Sommer angenehme Tagestemperaturen zur Folge hat.

## Bevölkerungsentwicklung
| Jahr      | 1857 | 1900 | 1950 | 2000 | 2022 |
| Einwohner | 582  | 667  | 817  | 236  | 136  |

Die Mechanisierung der Landwirtschaft, die Aufgabe bäuerlicher Kleinbetriebe („Höfesterben“) und der daraus resultierende Verlust an Arbeitsplätzen haben seit der Mitte des 20. Jahrhunderts zu einer Landflucht und zu einem deutlichen Bevölkerungswachstum in den Städten geführt.

## Wirtschaft
Vorrangiger Erwerbszweig war und ist die Viehwirtschaft, aber es gibt auch einige Getreidefelder. Seit den 1970er Jahren sind Einnahmen aus dem Tourismus in Form der Vermietung von Ferienwohnungen (casas rurales) hinzugekommen.

## Geschichte
Das hochgelegene Gebiet dürfte ursprünglich als Sommerweide im Rahmen der Transhumanz gedient haben. Eine dauerhafte Besiedlung entwickelte sich wahrscheinlich erst im hohen oder ausgehenden Mittelalter, als König Alfons VII. von Kastilien und León (reg. 1158–1214) sich der Neu- oder Wiederbesiedlung (repoblación) der aus den Händen der Muslime rückeroberten Gebiete widmete.

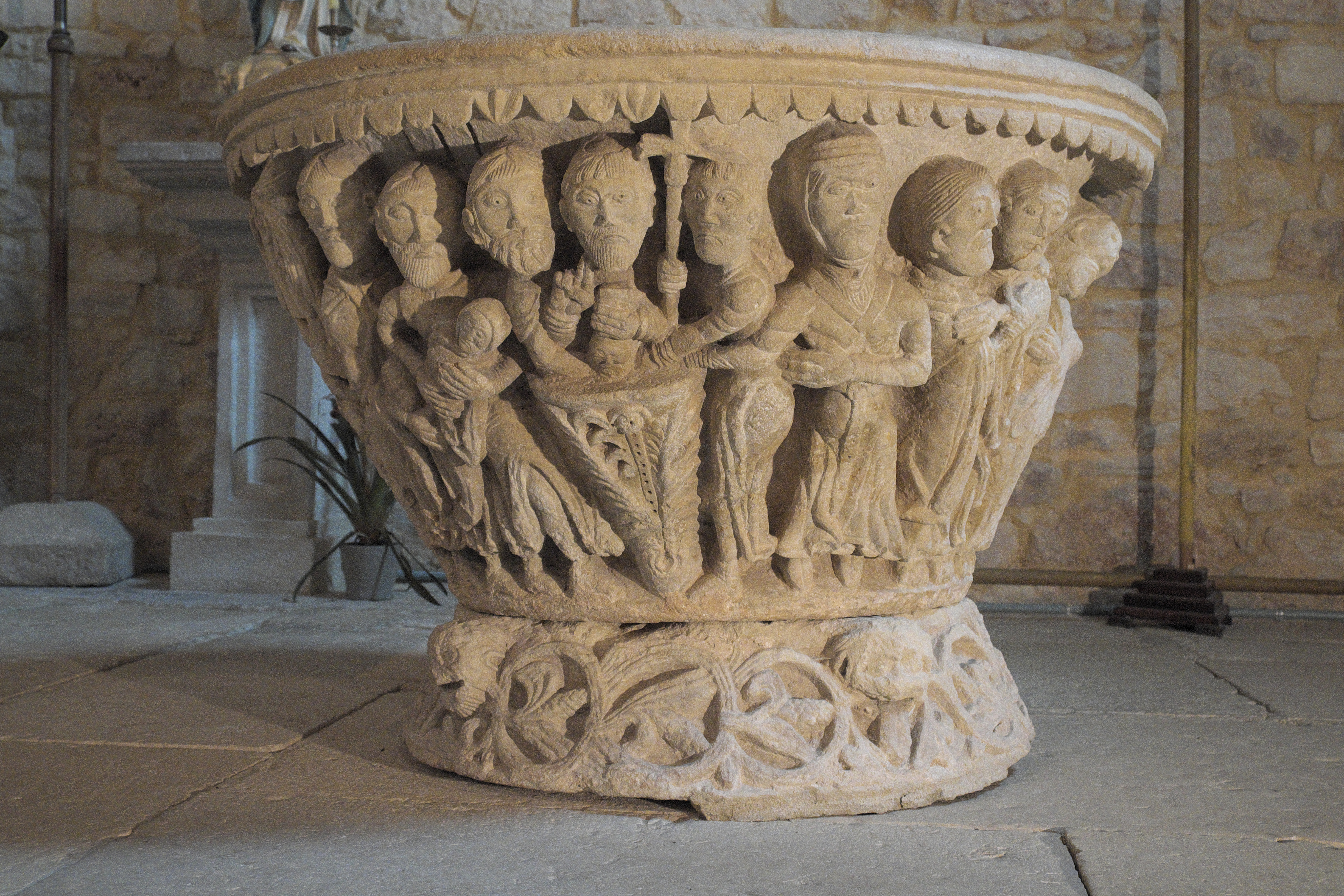
Taufbecken in der Iglesia San Fructuoso Mártir im Weiler Colmenares de Ojeda

## Sehenswürdigkeiten
Bedeutendste Sehenswürdigkeit der Gemeinde und von herausragender künstlerischer Qualität ist das insgesamt ca. 130 cm hohe und ca. 90 cm im Durchmesser messende romanische Taufbecken in der gotischen Iglesia de San Fructuoso im Weiler Colmenares de Ojeda. Das korbähnlich geformte monolithische Becken, das ein Untertauchen des Täuflings ermöglichte, steht auf einem niedrigen, konischen Sockel, der mit Fratzen und kreisförmig ineinander verschlungenen Blattranken verziert ist. Die gesamte Außenseite des Beckens zeigt zahlreiche stehende Figuren. Eine Szene stellt die Taufe eines Kindes dar, das gerade im Taufbecken untergetaucht wird, während daneben ein Mann einen weiteren Täufling im Arm hält. Zu dieser Szene gehören neun Personen – sechs Erwachsene und drei Kinder. Auf der anderen Seite des Taufbeckens sind die drei Marien mit Salbgefäßen in der Händen am Grab Jesu dargestellt, hinter welchem Soldaten kauern. Ein Engel weist auf das leere Grab, ein anderer schwenkt ein Weihrauchfass. Eine weitere Szene zeigt ein sich umarmendes Paar.